# Пенн Тауншип (округ Снайдер, Пенсільванія)
Пенн Тауншип (англ. Penn Township) — селище (англ. township) в США, в окрузі Снайдер штату Пенсільванія. Населення — 4037 осіб (2020).

## Демографія
Згідно з переписом 2010 року, у селищі мешкали 4324 особи в 1582 домогосподарствах у складі 1076 родин. Було 1668 помешкань
Расовий склад населення:
| - 96,1 % — білих - 1,6 % — чорних або афроамериканців - 0,7 % — азіатів - 0,2 % — корінних американців |

До двох чи більше рас належало 0,5 %. Частка іспаномовних становила 1,8 % від усіх жителів.
За віковим діапазоном населення розподілялося таким чином: 20,6 % — особи молодші 18 років, 63,5 % — особи у віці 18—64 років, 15,9 % — особи у віці 65 років та старші. Медіана віку мешканця становила 43,0 року. На 100 осіб жіночої статі у селищі припадало 97,3 чоловіків;  на 100 жінок у віці від 18 років та старших — 97,0 чоловіків також старших 18 років.
Середній дохід на одне домашнє господарство  становив 74 464 долари США (медіана — 59 805), а середній дохід на одну сім'ю — 83 280 доларів (медіана — 70 772). Медіана доходів становила 60 655 доларів для чоловіків та 32 755 доларів для жінок. За межею бідності перебувало 12,3 % осіб, у тому числі 20,3 % дітей у віці до 18 років та 11,5 % осіб у віці 65 років та старших.
Цивільне працевлаштоване населення становило 2193 особи. Основні галузі зайнятості: освіта, охорона здоров'я та соціальна допомога — 32,1 %, роздрібна торгівля — 20,8 %, виробництво — 10,6 %, будівництво — 7,1 %.